# Dead River Cattle Mound
Le Dead River Cattle Mound est un terrat américain situé dans le comté de Richland, en Caroline du Sud. Protégé au sein du parc national de Congaree, il est inscrit au Registre national des lieux historiques depuis le 25 novembre 1996.